# Mubadala Citi DC Open 2024
Giải quần vợt Washington Mở rộng 2024 (còn được biết đến với Mubadala Citi DC Open vì lý do tài trợ) là một giải quần vợt thi đấu trên mặt sân cứng ngoài trời. Đây là lần thứ 55 (nam) và lần thứ 12 (nữ) Giải quần vợt Washington Mở rộng được tổ chức. Giải đấu là một phần của ATP Tour 500 trong ATP Tour 2024 và WTA 500 trong WTA Tour 2024. Giải đấu diễn ra tại William H.G. FitzGerald Tennis Center ở Washington, D.C., Hoa Kỳ, từ ngày 29 tháng 7 đến ngày 4 tháng 8 năm 2024.

## Phân phối điểm
| Sự kiện | VĐ  | CK  | BK  | TK  | Vòng 1/16 | Vòng 1/32 | Vòng 1/64 | Q  | Q2 | Q1 |
| Đơn nam | 500 | 330 | 200 | 100 | 50        | 25        | 0         | 16 | 8  | 0  |
| Đôi nam | 500 | 330 | 200 | 100 | 0         | —         | —         | 16 | —  | 0  |
| Đơn nữ  | 500 | 325 | 195 | 108 | 60        | 1         | —         | 25 | 13 | 1  |
| Đôi nữ  | 500 | 325 | 195 | 108 | 1         | —         | —         | —  | —  | —  |

## Nội dung đơn ATP

### Hạt giống
| Quốc gia | Tay vợt                     | Xếp hạng† | Hạt giống |
| -------- | --------------------------- | --------- | --------- |
|          | Andrey Rublev               | 9         | 1         |
| USA      | Ben Shelton                 | 14        | 2         |
|          | Karen Khachanov             | 22        | 3         |
| USA      | Sebastian Korda             | 23        | 4         |
| USA      | Frances Tiafoe              | 29        | 5         |
| FRA      | Adrian Mannarino            | 32        | 6         |
| AUS      | Jordan Thompson             | 41        | 7         |
| ESP      | Alejandro Davidovich Fokina | 43        | 8         |
| FRA      | Giovanni Mpetshi Perricard  | 47        | 9         |
| ITA      | Flavio Cobolli              | 48        | 10        |
| ESP      | Roberto Carballés Baena     | 51        | 11        |
| SRB      | Miomir Kecmanović           | 52        | 12        |
| USA      | Brandon Nakashima           | 55        | 13        |
| AUS      | Aleksandar Vukic            | 60        | 14        |
| USA      | Alex Michelsen              | 61        | 15        |
| FRA      | Arthur Rinderknech          | 64        | 16        |

† Bảng xếp hạng vào ngày 22 tháng 7 năm 2024.

### Vận động viên khác
Đặc cách:
- Alejandro Davidovich Fokina
- Reilly Opelka
- Andrey Rublev
- Denis Shapovalov
- J. J. Wolf

Vượt qua vòng loại:
- Radu Albot
- Mattia Bellucci
- Maxime Cressy
- Hong Seong-chan
- Mitchell Krueger
- Elias Ymer

Thua cuộc may mắn:
- Zachary Svajda

### Rút lui
- Federico Coria → thay thế bởi  Zachary Svajda
- Taro Daniel → thay thế bởi  Adam Walton
- Grigor Dimitrov → thay thế bởi  Cristian Garín
- Constant Lestienne → thay thế bởi  Harold Mayot
- Maximilian Marterer → thay thế bởi  Luca Van Assche
- Pedro Martínez → thay thế bởi  Daniel Elahi Galán

## Nội dung đôi ATP

### Hạt giống
| Quốc gia | Tay vợt           | Quốc gia | Tay vợt           | Xếp hạng† | Hạt giống |
| -------- | ----------------- | -------- | ----------------- | --------- | --------- |
| FIN      | Harri Heliövaara  | GBR      | Henry Patten      | 33        | 1         |
| AUS      | Max Purcell       | AUS      | Jordan Thompson   | 47        | 2         |
| GBR      | Jamie Murray      | NZL      | Michael Venus     | 51        | 3         |
| USA      | Nathaniel Lammons | USA      | Jackson Withrow   | 56        | 4         |
| GBR      | Lloyd Glasspool   | MEX      | Santiago González | 59        | 5         |
| FRA      | Sadio Doumbia     | MON      | Hugo Nys          | 69        | 6         |
| GBR      | Julian Cash       | USA      | Robert Galloway   | 77        | 7         |
| BRA      | Rafael Matos      | BRA      | Marcelo Melo      | 78        | 8         |

† Bảng xếp hạng vào ngày 22 tháng 7 năm 2024.

### Vận động viên khác
Đặc cách:
- Thanasi Kokkinakis /  Frances Tiafoe
- Sebastian Korda /  Alex Michelsen

Vượt qua vòng loại:
- Diego Hidalgo /  John-Patrick Smith

Thua cuộc may mắn:
- Evan King /  Vasil Kirkov

### Rút lui
- Alexander Erler /  Lucas Miedler → thay thế bởi  Alexander Erler /  Arthur Rinderknech
- Thanasi Kokkinakis /  Frances Tiafoe → thay thế bởi  Evan King /  Vasil Kirkov

## Nội dung đơn WTA

### Hạt giống
| Quốc gia | Tay vợt                  | Xếp hạng† | Hạt giống |
| -------- | ------------------------ | --------- | --------- |
|          | Aryna Sabalenka          | 3         | 1         |
|          | Daria Kasatkina          | 12        | 2         |
|          | Liudmila Samsonova       | 13        | 3         |
| TUN      | Ons Jabeur               | 16        | 4         |
|          | Anna Kalinskaya          | 17        | 5         |
|          | Victoria Azarenka        | 20        | 6         |
|          | Anastasia Pavlyuchenkova | 33        | 7         |
| BEL      | Elise Mertens            | 35        | 8         |
|          | Anastasia Potapova       | 41        | 9         |

† Bảng xếp hạng vào ngày 22 tháng 7 năm 2024.

### Vận động viên khác
Đặc cách:
- Paula Badosa
- Robin Montgomery
- Clervie Ngounoue
- Emma Raducanu

Bảo toàn thứ hạng:
- Shelby Rogers

Thay thế:
- Taylor Townsend

Vượt qua vòng loại:
- Amanda Anisimova
- Hailey Baptiste
- McCartney Kessler
- Kamilla Rakhimova

### Rút lui
- Anna Kalinskaya → thay thế bởi  Taylor Townsend
- Madison Keys → thay thế bởi  Ashlyn Krueger
- Veronika Kudermetova → thay thế bởi  Wang Yafan
- Zhu Lin → thay thế bởi  Katie Volynets

## Nội dung đôi WTA

### Hạt giống
| Quốc gia | Tay vợt        | Quốc gia | Tay vợt          | Xếp hạng† | Hạt giống |
| -------- | -------------- | -------- | ---------------- | --------- | --------- |
| USA      | Asia Muhammad  | USA      | Taylor Townsend  | 39        | 1         |
| MEX      | Giuliana Olmos |          | Alexandra Panova | 65        | 2         |
| NOR      | Ulrikke Eikeri | EST      | Ingrid Neel      | 69        | 3         |
| JPN      | Miyu Kato      | INA      | Aldila Sutjiadi  | 74        | 4         |

† Bảng xếp hạng vào ngày 22 tháng 7 năm 2024.

### Vận động viên khác
Đặc cách:
- Eugenie Bouchard /  Sloane Stephens
- Robin Montgomery  /  Clervie Ngounoue

## Nhà vô địch

### Đơn nam
- Sebastian Korda đánh bại  Flavio Cobolli, 4–6, 6–2, 6–0

### Đơn nữ
- Paula Badosa đánh bại  Marie Bouzková, 6–1, 4–6, 6–4

### Đôi nam
- Nathaniel Lammons /  Jackson Withrow đánh bại  Rafael Matos /  Marcelo Melo, 7–5, 6–3

### Đôi nữ
- Asia Muhammad /  Taylor Townsend đánh bại  Jiang Xinyu /  Wu Fang-hsien 7–6(7–0), 6–3